# Référendum présidentiel turkmène de 1994
Le référendum turkmène de 1994 est un référendum organisé le 15 janvier 1994 au Turkménistan, visant à étendre le mandat de Saparmyrat Nyýazow jusqu'à 2002.
La proposition est approuvée à 99,99 % avec une participation de 100 %.

## Contexte
En janvier 1990, Saparmyrat Nyýazow est élu au Soviet suprême de la République socialiste soviétique turkmène et nommé président. Deux mois plus tard, il est élu par le Soviet Suprême au nouveau bureau du président. Suivant les traces de ses prédécesseurs, Nyýazow empêche les réformes de l'ère Gorbatchev d'avoir un effet tangible sur ce qui l'une des républiques fédérales les plus conservatrices de l'URSS. Les groupes d'opposition sont systématiquement dissous et les membres exilés sous l'inculpation d'activités anti-soviétiques,.
En octobre 1990, sa présidence est confirmée « à l'unanimité » par les masses lors d'un simulacre d'élection présidentielle. Un an plus tard, il conduit le Turkménistan à se séparer de l'Union soviétique malgré une réticence initiale et décréte une nouvelle constitution organisant l’État en un régime présidentiel. L'atmosphère politique du pays nouvellement indépendant demeure aussi conservatrice qu'auparavant, Nyýazow trouvant les « formules classiques et démocratiques […] qui fonctionnent dans un pays occidental prospère » inadaptées au Turkménistan. En 1992, Nyýazow est réélu sans opposition à la présidence, recevant plus de 98 % des voix. Grâce à ces victoires, Nyýazow renforce son emprise sur le Turkménistan en organisant un régime totalitaire fondé sur un culte de la personnalité.

## Résultats
| Choix                     | Votes     | %      |
| ------------------------- | --------- | ------ |
| Pour                      | 1 959 408 | 99,99  |
| Contre                    | 212       | 0,01   |
|                           |           |        |
| Votes valides             | 1 959 620 | 100,00 |
| Votes blancs et invalides | 17        | 0,00   |
| Total                     | 1 959 637 | 100,00 |
| Abstention                | 0         | 0,00   |
| Inscrits/Participation    | 1 959 637 | 100,00 |

## Conséquences
Les élections promises n'ont finalement pas lieu en 2002, Nyýazow s'étant fait entretemps proclamé président à vie par l'Assemblée le 28 décembre 1999. Il règne jusqu'à sa mort en 2006.